# Tjädrar
Tjädrar (Tetrao) är ett släkte fälthöns av underfamiljen skogshöns som omfattar de två palearktiska arterna svartnäbbad tjäder och tjäder. Tupparna har till största delen svart fjäderdräkt medan de mindre hönorna har gråbruna dräkter. Arterna har långa, befjädrade ben men nakna tår och den adulta hanen har en distinkt solfjäderformad stjärt.

## Systematik
1967 slogs tjädrarna ihop med de båda orrarna i släktet Tetrao men för att bättre beskriva det nära släktskapet mellan systerarterna inom dessa båda grupper delades släktena upp igen. De båda grupperna skiljer sig även åt osteologiskt och fossil visar att de varit uppdelade sedan pliocen.
Arter inom släktet:
- Svartnäbbad tjäder (Tetrao urogalloides)
- Tjäder (Tetrao urogallus)